# Семь нянек

Режиссёр Ролан Антонович Быков (в центре) и ассистент режиссёра Аркадий Евгеньевич Алексеев (справа) на съёмочной площадке кинофильма "Семь нянек", 1962 год, Москва, Мосфильм.

«Семь нянек» — советская кинокомедия, вышедшая на экраны в 1962 году. Является второй (если не считать спектакль с элементами кинематографа «Встаёт утро») режиссёрской киноработой Ролана Быкова, вышедшей, однако, раньше его первого фильма — «Пропало лето».

## Сюжет
На одном из московских часовых заводов трудится молодёжная бригада, прозванная «золотой»: и потому, что им доверен самый ответственный участок — сборка часов в золотом корпусе, и потому, что им всё удаётся — и в работе, и в общественной жизни. Но ребятам хочется совершить ещё какой-нибудь серьёзный поступок. Таким подвигом для них становится попытка перевоспитания трудного подростка Афанасия Полосухина (Семён Морозов) из детской воспитательной колонии имени А. С. Макаренко.
Забрав парня прямо из изолятора колонии, ребята с энтузиазмом принимаются его перевоспитывать, однако Афанасий и не думает меняться. Его вполне устраивает новая комфортная жизнь, а наставники ужасно доверчивы и наивны, обмануть их ничего не стоит (он даже выставляет своих опекунов, чтобы оправдаться перед работницей комиссионного магазина, которой продал пылесос, взятый в соседнем магазине напрокат, «стилягами и тунеядцами»). Афанасий продолжает лгать, хулиганить и совершать кражи, начиная с денег из кошельков наставников и заканчивая золотыми часами на заводе при помощи почтового голубя — однако тайное всё равно становится явным. Но когда Афанасий всё-таки решает исправиться и начать говорить правду, ему уже не верят. За Полосухиным из колонии приезжает пожилой воспитатель, чтобы сопроводить его для дальнейшего отбытия наказания. Однако не отчаявшиеся ребята отстаивают Афанасия в разговоре с директором завода, упирая на то, что он впервые сам честно признался в краже часов. Бригада успевает на вокзал в самый последний момент и забирает Полосухина прямо из вагона, предъявив воспитателю бумагу с решением директора завода. Афанасий плачет в такси, на котором компания возвращается на завод, где в Доме культуры начинается торжественный концерт.

## Актёры
- Семён Морозов — Афанасий Полосухин
- Валентин Буров — Павел
- Владимир Ивашов — Виктор
- Микаэла Дроздовская — Майя
- Татьяна Надеждина — Лена
- Наталья Батырева — Ира
- Виктор Хохряков — начальник колонии
- Валентин Зубков — Григорий Иванович Волошин, парторг цеха
- Алексей Бахарь — Гордеев, начальник цеха
- Вера Майорова — Алла («Сонька-Золотая Ручка», «Любка — Костяная ножка»)
- Алексей Грибов — дедушка Лены
- Мария Кравчуновская — бабушка Лены
- Владимир Раутбарт — дирижёр
- Зиновий Гердт — Шамский, отец Майи
- Вера Орлова — Шамская, мать Майи

## Съёмочная группа
- Авторы сценария — Валерий Фрид, Юлий Дунский
- Режиссёр — Ролан Быков
- Ассистент режиссёра — Аркадий Алексеев
- Оператор — Пётр Сатуновский
- Композитор — Карэн Хачатурян
- Директор картины — Наум Поляк